# Joachim Witthöft
Joachim Hans Herbert Witthöft (Marienwerder, 23 september 1887 - Dalheim-Rödgen, 7 juli 1966) was een Duitse officier en General der Infanterie tijdens de Tweede Wereldoorlog. Hij was ook Befehlshaber des Rückwärtigen Heeresgebietes Süd.
Deze legercommandanten presideerden over een imperium van terreur en wreedheid— Historicus Michael Parrish; geciteerd in: The Lessor Terror; Soviet State Security, 1939-1953, p.127.

## Leven[1]
Op 23 september 1887 werd Joachim Hans Herbert Witthöft geboren in Marienwerder. Zijn vader was Erich Witthöft (overleden 24 februari 1900), een Oberregierungsrat in Erfurt. Erich Witthöft was getrouwd met Alice (geboren Paltzow, Erfurt). Joachim Witthöft ging naar het gymnasium in Erfurt en Potsdam. Hij volgde de Landesschule in Pforte.
Op 12 maart 1906 trad Witthöft als Fahnenjunker in dienst van het Pruisische leger, en werd bij het 3. Thüringischen Infanterie-Regiment Nr. 71 geplaatst. Na het volgen van de Kriegsschule (militaire school), werd hij met de Patent (bevorderingsakte) vanaf 14 februari 1906 bevorderd tot Leutnant. Hierna zat Witthöft op de onderofficiersschool in Biebrich, na zijn verhuizing naar Wetzlar was hij als instructeur werkzaam. Na de Eerste Wereldoorlog werd hij op 17 januari 1920 als Hauptmann uit de actieve dienst ontslagen. Witthöft ging bij de politie en werd van Major tot Polizei-Oberst bevorderd.

### Interbellum
Op 1 april 1936 werd hij als Oberst weer in de Wehrmacht opgenomen, en hij werd op 6 oktober 1936 tot commandant van het 6e Infanterieregiment in Lübeck benoemd. Twee jaren later was hij commandant van het 26e Infanterieregiment in Düsseldorf. Op 1 oktober 1938 werd hij bevorderd tot Generalmajor.

### Tweede Wereldoorlog
Tijdens de mobilisatie voor de Tweede Wereldoorlog in de zomer van 1939, werd hij tot commandant van het nieuw opgerichte 86e Infanteriedivisie benoemd. Nadat hij zijn stellingen aan het Westen had betrokken, voerde hij in het voorjaar van 1940 zijn divisie aan tijdens de Slag om Frankrijk, en bleef als bezettingsmacht tot de zomer van 1941 in Frankrijk.
Zins 1 oktober 1940 als Generalleutnant, voerde Witthöft zijn divisie aan in Operatie Barbarossa onder het commando van de Heeresgruppe Mitte. Begin 1942 werd hij met het commando van het XXVII. Armeekorps (27 Legerkorps) in Centraal-Rusland belast. Op 1 maart 1942 werd Witthöft bevorderd tot General der Infanterie en tot Kommandierender General (Bevelvoerend-generaal) van het 27e Legerkorps benoemd. Op 30 juni 1942 werd hij door Generalleutnant Walter Weiß afgelost en in de Führerreserve geplaatst. Op 21 juli 1942 werd Witthöft tot Kommandierender General der Sicherungstruppen (Bevelvoerend-generaal van de Beveiligingstroepen) en Befehlshaber Heeresgebiet B (Bevelhebber Legergebied B) benoemd. In februari 1943 werd hij door de hernoeming van de staf tot Befehlshaber Heeresgebiet Süd (Bevelhebber Legergebied Zuid) benoemd.
Vanaf 26 augustus 1943 was Witthöf als opvolger van Valentin Feurstein voor de tegenmaatregelen tijdens Fall Achse verantwoordelijk. Hij beval op 10 september 1943:
„Dass die Erlaubnis, die eigene Ausstattung aus Beständen der italienischen Armee aufzufüllen, in keinem einzigen Fall zu Plünderungen oder die Ehre des deutschen Soldaten befleckenden Übergriffen Einzelner führen dürfte“.
Bovendien moesten de Italiaanse krijgsgevangenen alle aanvaardbare faciliteiten verleend worden. In oktober werd Witthöft tot Militärbefehlshaber Oberitalien (letterlijk: Militair bevelhebber Noord-Italië) benoemd.
Drie dagen na het mislukte complot van 20 juli 1944, vernoemde Gerd von Tresckow aan zijn meerdere generaal Joachim Witthöft als medeplichtige in het complot. Tresckow werd gearresteerd en naar de gevangenis in de Lehrter Straße in Berlijn gebracht. Als gevolg van de "geïntensiveerde ondervragingen" (marteling) uitgevoerd door leden van het Reichssicherheitshauptamt, stierf Gerd von Tresckow op 6 september in het staatsziekenhuis van de politie. Hij werd tot zelfmoord gedreven en probeerde zijn slagaders door te snijden.
Van mei tot september 1944 was Witthöft als Befehlshaber Venezianische Küste (Bevelhebber Venetiaanse Kust) benoemd. Op 16 maart 1945, na zeven maanden in de Führerreserve verbleven te hebben, werd hij tot speciaal gezant bij de Oberbefehlshaber West (Opperbevelhebber West) benoemd. In april 1945 werd hij tot Kommandierender General van het Generalkommando „Witthöft“ benoemd, en werkte onder Generalfeldmarschall Ernst Busch in de Lüneburger Heide tot de onvoorwaardelijke overgave op 8 mei 1945.
Op 11 mei 1945 werd Witthöft door het British Army aangewezen om voor enige maanden de veiligheid en orde in het Sperrgebiet G te handhaven.

## Na de oorlog
Over het verdere verloop van zijn levens is niets bekend.

## Familie[1]
Op 26 maart 1913 trouwde Witthöft met Maria Theiben (geboren 28 oktober 1892). Het echtpaar kreeg drie dochters: Erika (18 februari 1914), Alice (17 maart 1917) en Renate (21 november 1921).

## Militaire carrière
- General der Infanterie: 1 maart 1942[2][3][13]
- Generalleutnant: 1 oktober 1940[2][3][12][13]
- Generalmajor: 1 oktober 1938[2][12][13]
- Oberst (Heer): 1 april 1936[2][12]
- Polizei-Oberst: 16 november 1933[14]
- Polizei-Oberstleutnant: 1 juli 1931[14]
- Polizei-Major: 1 januari 1921[14]
- Polizei-Hauptmann: 1 september 1920[14]
- Hauptmann: 18 oktober 1915[12][15]
- Oberleutnant: 8 oktober 1914[15]
- Leutnant: 16 augustus 1907 (bevorderingsakte (Patent) vanaf 14 februari 1906)[2][12][15]
- Fähnrich: 17 november 1906[15]
- Unteroffizier: 17 augustus 1906[15]
- Fahnenjunker: 12 maart 1906[2][12][15]

## Onderscheidingen
- Ridderkruis van het IJzeren Kruis op 14 december 1941 als Generalleutnant en Commandant van de 86e Infanteriedivisie, Oostfront[2][12][16][17]
- IJzeren Kruis 1914, 1e Klasse[2][12][16] (19 december 1915)[13] en 2e Klasse[2][12][16] (15 september 1914)[13]
- Herhalingsgesp bij IJzeren Kruis 1939, 1e Klasse[2] (17 juni 1940)[13] en 2e Klasse[2] (15 oktober 1939)[13]
- Erekruis voor Frontstrijders in de Wereldoorlog[2][16] op 10 december 1934[13]
- Medaille Winterschlacht im Osten 1941/42[2][16] op 14 juli 1942[13]
- Vorstelijk Schwarzburgs Erekruis, 3e Klasse met Zwaarden op 18 februari 1915[13]
- Dienstonderscheiding van Leger en Marine[2] op 2 oktober 1936 (25 dienstjaren)[13]